# Bromeilles
Bromeilles és un municipi francès, situat al departament del Loiret i a la regió de Centre – Vall del Loira. L'any 2007 tenia 337 habitants.

## Demografia

### Població
El 2007 la població de fet de Bromeilles era de 337 persones. Hi havia 139 famílies, de les quals 33 eren unipersonals (25 homes vivint sols i 8 dones vivint soles), 53 parelles sense fills, 45 parelles amb fills i 8 famílies monoparentals amb fills.
La població ha evolucionat segons el següent gràfic:
Habitants censats

### Habitatges
El 2007 hi havia 168 habitatges, 139 eren l'habitatge principal de la família, 14 eren segones residències i 15 estaven desocupats. Tots els 168 habitatges eren cases. Dels 139 habitatges principals, 120 estaven ocupats pels seus propietaris i 18 estaven llogats i ocupats pels llogaters; 3 tenien una cambra, 3 en tenien dues, 26 en tenien tres, 39 en tenien quatre i 68 en tenien cinc o més. 121 habitatges disposaven pel capbaix d'una plaça de pàrquing. A 66 habitatges hi havia un automòbil i a 66 n'hi havia dos o més.

### Piràmide de població
La piràmide de població per edats i sexe el 2009 era:
| Homes | Edats   | Dones |
| ----- | ------- | ----- |
| 4     | 95 o +  | 0     |
| 0     | 90 a 94 | 0     |
| 4     | 85 a 89 | 4     |
| 4     | 80 a 84 | 4     |
| 12    | 75 a 79 | 4     |
| 4     | 70 a 74 | 16    |
| 12    | 65 a 69 | 16    |
| 4     | 60 a 64 | 4     |
| 4     | 55 a 59 | 4     |
| 4     | 50 a 54 | 8     |
| 24    | 45 a 49 | 4     |
| 8     | 40 a 44 | 24    |
| 4     | 35 a 39 | 4     |
| 16    | 30 a 34 | 8     |
| 4     | 25 a 29 | 12    |
| 8     | 20 a 24 | 4     |
| 16    | 15 a 19 | 8     |
| 16    | 10 a 14 | 4     |
| 0     | 5 a 9   | 8     |
| 4     | 0 a 4   | 8     |

## Economia
El 2007 la població en edat de treballar era de 185 persones, 153 eren actives i 32 eren inactives. De les 153 persones actives 143 estaven ocupades (86 homes i 57 dones) i 9 estaven aturades (4 homes i 5 dones). De les 32 persones inactives 8 estaven jubilades, 9 estaven estudiant i 15 estaven classificades com a «altres inactius».

### Ingressos
El 2009 a Bromeilles hi havia 138 unitats fiscals que integraven 338,5 persones, la mediana anual d'ingressos fiscals per persona era de 19.333 €.

### Activitats econòmiques
Dels 8 establiments que hi havia el 2007, 1 era d'una empresa de fabricació d'altres productes industrials, 2 d'empreses de construcció, 2 d'empreses de comerç i reparació d'automòbils, 1 d'una empresa de transport i 2 d'empreses classificades com a «altres activitats de serveis».
Dels 3 establiments de servei als particulars que hi havia el 2009, 2 eren paletes i 1 perruqueria.
L'any 2000 a Bromeilles hi havia 18 explotacions agrícoles.

## Poblacions més properes
El següent diagrama mostra les poblacions més properes.